# شهرستان مخدوم‌قلی
شهرستان مخدوم‌قلی (به ترکمنی: Magtymguly etraby، ماغتیٛم‌قوُلیٛ اطرابیٛ) یک شهرستان در ترکمنستان است که در استان بلخان واقع شده‌است.
سابقا، تا پیش از سال ۲۰۰۴، نام شهرستان قارری‌قلعه (به ترکمنی: Garrygala etraby، غارریٛ‌قالا اطرابیٛ) نام این منطقه بود. نام این شهرستان به همراهم مرکز آن، برای ارج نهادن شاعر ترکمن‌زبان، مخدوم‌قلی فراغی، تغییر یافت.

## تقسیمات اداری
شهرستان مخدوم‌قلی شامل یک شهر و هفت شورای روستایی می‌باشد.
- شهرها (şäherler / شأهرلر)
  - مخدوم‌قلی (Magtymguly / ماغتیٛم‌قوُلیٛ)
    - سابقا موسوم به (پیش از سال ۲۰۰۴ میلادی) قارری‌قلعه (Garrygala / قارریٛ‌قالا)

- شوراهای روستایی (oba geňeşlikleri / اوْبا گنگشلیکلری)
  - چندیر (Çendir / چندیر)
    - آق (Ak / آق)
    - ‌ قزل‌امام (Gyzylymam / قیٛزیٛل‌ایٛمام)
    - یارتی‌قلعه (Ýartygala / یارتیٛ‌قالا)

  - داغ‌خواجه‌قلعه (Daghojagala / داغ‌حوْجاقالا)
    - خواجه‌قلعه (Hojagala / حوْجاقالا)
    - قارغی‌لی (Gargyly / قارغیٛ‌لیٛ)

  - داینه (Daýna / داینا)
    - داینه (Daýna / داینا)

  - کروژده (Kürüždeý / کوٚروٚژده‌ی)
    - آی‌دره (Aýdere / آی‌دره)
    - توت‌لی‌قلعه (Tutlygala / توُت‌لیٛ‌قالا)
    - دوردی‌خان (Durdyhan / دوُردیٛ‌حان)
    - دوزلی‌تپه (Duzlydepe / دوُزلیٛ‌دپه
    - کروژده (Kürüždeý / کوٚروٚژده‌ی)

  - کهنه‌کثیر (Könekesir / کؤنه‌کثیر)
    - کهنه‌کثیر (Könekesir / کؤنه‌کثیر)
    - چغوریورت (Çukurýurt / چوُقوُریوُرت)

  - گرکز (Gerkez / گرکز)
    - ازون‌تغای (Uzyntokaý / اوُزیٛن‌توْقای)
    - عرب‌آته (Arapata / عاراپ‌آتا)
    - عرب‌جیق (Arapjyk / عاراپ‌جیٛق)
    - مختوم‌قلعه (Magtymgala / ماغتیٛم‌قالا)
    - یووان‌قلعه (Ýuwangala / یوُوان‌قالا)

  - یانگ‌کل (Ýaňkel / یانگ‌کل)
    - سقّار (Sakgar / ساقغار)
    - قره‌کل (Garakel / قاراکل)
    - نره‌ (Näre / نأره)
    - یانگ‌کل (Ýaňkel / یانگ‌کل)